# 高野向子
高野 向子（たかの さきこ、1956年 - ）は、日本の現代美術家。

## 来歴・人物
高知県出身。1983年、女子美術大学絵画科卒業。
大胆な筆跡と明るい色調の油彩画で知られる。ドットを多用したものや、絵具を撒き散らしたものなど、制作時期によって変化は見られるが、一貫して印象派を思わせる作風が特徴である。
2003年にはポーラ美術館企画展『光をとらえた女性たち』に出展。他、東京や福岡などで個展、グループ展に多数出展。
夫も現代美術家の桑野進。現在は福岡にて、夫婦で後進の指導にも当たっている。